# Giải vô địch bóng đá trẻ châu Á 1977
Giải vô địch bóng đá trẻ châu Á 1977 diễn ra tại Iran. Iraq thắng Iran 4-3 tại Sân vận động Aryamehr tại Tehran trước sự chứng kiến của 100,000 khán giả. Cả hai đội đều tham dự Giải vô địch bóng đá trẻ thế giới 1977.

## Các đội tham dự
Các đội sau đây tham dự giải đấu:
| - Afghanistan - Bahrain - Bangladesh - Hồng Kông - Ấn Độ | - Iran (chủ nhà) - Iraq - Nhật Bản - Jordan | - Malaysia - Ả Rập Xê Út - Singapore - Hàn Quốc |

## Địa điểm thi đấu
| Tehran                |
| --------------------- |
| Sân vận động Aryamehr |
| Sức chứa: 100,000     |
|                       |

## Vòng bảng

### Bảng A
| Đội         | ST | T | H | B | BT | BB | HS  | Đ |
| ----------- | -- | - | - | - | -- | -- | --- | - |
| Iran        | 2  | 2 | 0 | 0 | 11 | 0  | +11 | 4 |
| Afghanistan | 2  | 0 | 1 | 1 | 0  | 3  | -3  | 1 |
| Singapore   | 2  | 0 | 1 | 1 | 0  | 8  | -8  | 1 |

 Iran 8 - 0  Singapore
 Iran 3 - 0  Afghanistan
 Afghanistan 0 - 0  Singapore

### Bảng B
| Đội        | ST | T | H | B | BT | BB | HS | Đ |
| ---------- | -- | - | - | - | -- | -- | -- | - |
| Iraq       | 2  | 2 | 0 | 0 | 7  | 0  | +7 | 4 |
| Ấn Độ      | 2  | 1 | 0 | 1 | 4  | 4  | 0  | 2 |
| Bangladesh | 2  | 0 | 0 | 2 | 0  | 7  | -7 | 0 |

 Iraq 4 - 0  Ấn Độ
 Iraq 3 - 0  Bangladesh
 Ấn Độ    4 - 0  Bangladesh

### Bảng C
| Đội       | ST | T | H | B | BT | BB | HS | Đ |
| --------- | -- | - | - | - | -- | -- | -- | - |
| Nhật Bản  | 2  | 1 | 1 | 0 | 6  | 1  | +5 | 3 |
| Bahrain   | 2  | 1 | 1 | 0 | 4  | 2  | +2 | 3 |
| Hồng Kông | 2  | 0 | 0 | 2 | 1  | 8  | -7 | 0 |

 Nhật Bản 5 - 0  Hồng Kông
 Nhật Bản 1 - 1  Bahrain
 Bahrain 3 - 1  Hồng Kông

### Bảng D
| Đội         | ST | T | H | B | BT | BB | HS | Đ |
| ----------- | -- | - | - | - | -- | -- | -- | - |
| Ả Rập Xê Út | 3  | 2 | 1 | 0 | 5  | 0  | +5 | 5 |
| Hàn Quốc    | 3  | 1 | 2 | 0 | 3  | 0  | +3 | 4 |
| Malaysia    | 3  | 0 | 2 | 1 | 1  | 4  | -3 | 2 |
| Jordan      | 3  | 0 | 1 | 2 | 1  | 6  | -5 | 1 |

 Ả Rập Xê Út 2 - 0  Jordan
 Hàn Quốc 0 - 0  Malaysia
 Hàn Quốc 0 - 0  Ả Rập Xê Út
 Malaysia 1 - 1  Jordan
 Hàn Quốc 3 - 0  Jordan
 Ả Rập Xê Út 3 - 0  Malaysia

## Tứ kết
Iran 3 - 0  Ấn Độ
 Iraq  5 - 1  Afghanistan
 Nhật Bản     0 - 0  Hàn Quốc
3-1 p.đ.
 Ả Rập Xê Út     2 - 2  Bahrain
5-6 p.đ.

## Bán kết
Iran  2 - 1  Nhật Bản
 Iraq  3 - 0  Bahrain

## Tranh hạng ba
Bahrain   3 - 1  Nhật Bản

## Chung kết

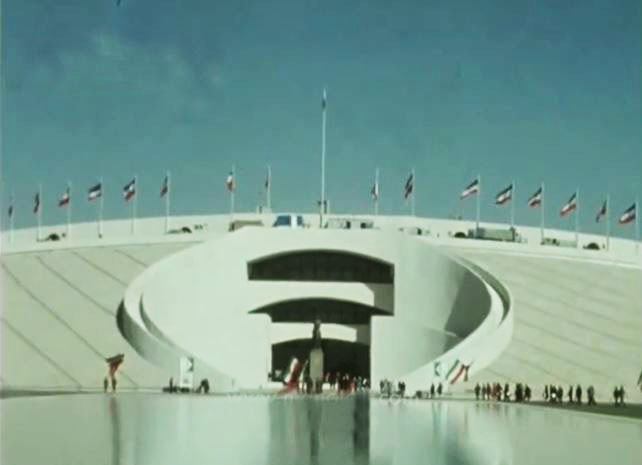

| Iraq                                          | 4 – 3 | Iran                                   |
| --------------------------------------------- | ----- | -------------------------------------- |
| Luaibi 29' · Abdul-Sahib 38' · Saeed 74', 80' |       | Asheri 7' · Hassanzadeh 55' · Suri 78' |

| Giải vô địch bóng đá trẻ châu Á 1977 |
| ------------------------------------ |
| · Iraq · Lần thứ hai                 |

## Tham dự Giải vô địch bóng đá trẻ thế giới
Hai đội có thành tích tốt nhất lọt vào Giải vô địch bóng đá trẻ thế giới 1977.
- Iraq
- Iran